# Llangyndeyrn
Llangyndeyrn est un village et une communauté du Carmarthenshire, au pays de Galles.
Au recensement de 2011, elle comptait 3 102 habitants.